# Rolls-Royce 10hp
Rolls-Royce 10hp är en personbil, tillverkad av den brittiska biltillverkaren Rolls-Royce mellan 1904 och 1906.
Frederick Henry Royce konstruerade en liten tvåcylindrig bil 1903 och byggde tre exemplar under eget namn, innan Charles Stewart Rolls kom in i bilden och företaget Rolls-Royce bildades. Bilen försågs då med den spetsiga kylare, formad efter ett grekiskt tempel, som kännetecknat varje Rolls-Royce-bil sedan dess och man byggde ytterligare 16 bilar.
Bilen var ganska liten, med en hjulbas på 75 tum. Den hade en tvåcylindrig motor med F-topp. Cylinderdiametern var 95,25 mm och slaglängden 127 mm, vilket ger en cylindervolym på 1809 cm³. De sista bilarna hade en cylinderdiameter på 100 mm och en cylindervolym på 1995 cm³. Motorn hade magnettändning och stänksmörjning.